# Luangwa
Luangwa (ang. Luangwa River) – jeden z głównych dopływów rzeki Zambezi i jedna z czterech najdłuższych rzek Zambii. Rzeka przeważnie wylewa w porze deszczowej (od grudnia do marca), aby potem gwałtownie obniżyć swój poziom w porze suchej.